# Анамарія Марінка
Анамарія Марінка(1 квітня 1978, Ясси, СРР) — румунська акторка театру та кіно.

## Життєпис
Закінчила Університет мистецтв, музики та драми імені Енеску.

## Вибіркова фільмографія
- 2020 — «Стара гвардія»
- 2017 — «Ніко, 1988»
- 2016-18 — «Марс»
- 2016 — «Нова ера Z»
- 2014 — «Лють»
- 2013 — «Європа»
- 2011 — «Остання любов на Землі»
- 2009 — «П'ять хвилин раю»
- 2008 — «Останній ворог»
- 2007 — «Молодість без молодості»
- 2007 — «Чотири місяці, три тижні і два дні»
- 2004 — «Секс-трафік»